# Сульфид диникеля
Сульфид диникеля — бинарное неорганическое соединение 
металла никеля и серы
с формулой Ni2S,
жёлтые кристаллы,
не растворяется в воде.

## Получение
- Пропускание водорода над горячим сульфидом никеля(II) [2]:

{\displaystyle {\mathsf {NiS+H_{2}\ {\xrightarrow {T}}\ Ni_{2}S+H_{2}S}}}

## Физические свойства
Сульфид диникеля образует жёлтые кристаллы.